# Леньков Олександр Сергійович
Олександр Сергійович Леньков (17 травня 1943, Расказово, Тамбовська область, РРФСР, СРСР—21 квітня 2014, Москва, Росія) — радянський і російський актор театру та кіно. Заслужений артист РРФСР (1980). Народний артист Російської Федерації (1997).

## З життєпису
У 1964 році закінчив студію при театрі імені Мосради під керівництвом Ю. О. Завадського і з цього ж року — актор Державного академічного театру імені Мосради.
Знімався в кіно з 1963 року (переважно в ролях другого плану та епізодах комедійного характеру), зіграв понад сто ролей у фільмах і серіалах.
Знявся в українських фільмах: «Ключі від неба» (1964, Семен Лагода), «Ні пуху, ні пера!» (1974, Петро), «Весна двадцять дев'ятого» (1975, т/ф), «Відпустка, яка не відбулася» (1976), «Пригоди Петрова і Васєчкіна, звичайні й неймовірні» (1983, т/ф), «Павутиння» (1992) та інших.
Активно працював на озвучуванні мультфільмів, комп'ютерних ігор і програм.